# 福斯特梅伦
福斯特梅伦是德国莱茵兰-普法尔茨州的一个市镇。总面积1.61平方公里，总人口165人，其中男性86人，女性79人（2011年12月31日），人口密度102人/平方公里。